# Braća Blues
Braća Blues (eng. The Blues Brothers) američka je akcijska glazbena komedija iz 1980. koja govori o dvojici braće koji u „Božjoj misiji“ moraju spasiti svoje staro sirotište od dugova. Film je režirao John Landis i adaptacija je skeča iz humorističnog showa „Saturday Night Live“, a 2000. je snimljen i nastavak. Film je ostao zapamćen i po tome što njegova dva protagonista gotovo nikada ne skidaju sunčane naočale i crna odijela, čime su izvršili utjecaj na razne kasnije filmove, kao što su „Ljudi u crnom“, “Reservoir Dogs” i druge.

## Filmska ekipa
Film je režirao John Landis, a glavne uloge tumače John Belushi kao Jake Blues, Dan Aykroyd kao Elwood Blues, James Brown kao svećenik Cleopus James, John Candy kao Burton Mercer i dr.

## Radnja
Chicago. Jake Blues je pušten iz zatvora, a njegov brat Elwood ga pokupi u svojem novom, policijskom autu. Kada posjete svoj stari dom, sirotište u kojem su ih odgojile časne sestre, saznaju da je crkva toj ustanovi ukinula financijsku potporu i da će ubrzo biti zatvorena ako u roku od 11 dana ne plati 5.000 dolara. Braća žele pomoći, a kada Jakea u crkvi obasja čudno svjetlo on shvati da su dobili „Božju misiju“. Odluče sastaviti svoj stari blues sastav kako bi na koncertu skupili potreban novac. Na svojem putu privuku puno neprijatelja; Jakeovu bivšu ljubavnicu, neonaciste, policiju jer su demolirali shopping centar i jedan country sastav jer su nastupili umjesto njih u nekom seoskom klubu. Ipak, braća održe koncert i nabave novac za sirotište, ali ih policija uhićuje i odvodi u zatvor.

## Zanimljivosti
- U filmu je nastupilo nekoliko slavnih ličnosti u malim ulogama : Frank Oz, Steven Spielberg, Ray Charles, James Brown, Aretha Franklin, Twiggy, Carrie Fisher, John Lee Hooker, Chaka Khan, Steve Lawrence.

- Zbog akcijske završnice s 50-ak automobila, film je dugo držao rekord najviše sudarenih automobila na filmu.

## Kritike
Na premijeri je film polarizirao kritičare, no danas ga većina hvali. Zadovoljni Frederic Brussat je hvalio film: "Braća Blues su puna živahne glazbe, fantastičnim jurnjavama automobilima i neprestane slapstick komedije". Scott Weinberg je napisao: "Dugo vremena su "Braća Blues" bila na najvišem mjestu moje liste najdražih komedija... Prvi (i još uvijek najbolji) film koji je inspiriran likovima iz "Saturday Night Live", "Braća Blues" pravi su užitak za gledanje. Film je naivan i inteligentan; kaotičan i discipliniran; pun briljantnih glazbenih sekvenca i nevjerojatnih potjera automobilima. Jednostavno, to je jedan od najzabavnijih filmova koje sam ikada vidio. A vidio sam ga 25 puta... sve u filmu "Braća Blues" veće je od života. Glavni likovi, koji su u "Božjoj misiji", su naizgled nezaustavljivi". Dan Lybarger je ustvrdio: "Priča je mršava, no prevladava neprestan mentalitet preuveličanosti" a Roger Ebert ovako komentira: "Film je koštao milijune dolara i prijetio je izmaći kontroli. No redatelj John Landis ga je nekako uspješno spojio u cjelinu, uz veliku pomoć snažno definiranih osobnosti junaka iz naslova". 

## Vanjske poveznice
- Braća Blues u internetskoj bazi filmova IMDb-a
- Recenzije na Rottentomatoes.com
- Blues brothers.com
- Blues Brothers centrala  Arhivirana inačica izvorne stranice od 8. veljače 2011. (Wayback Machine)